# Leonidio
Leonidio (in Lingua greca: Λεωνίδιο e in Lingua zaconica: Αγιελήδι) è un ex comune della Grecia nella periferia del Peloponneso di 3 249 abitanti secondo i dati del censimento 2001.
È stato soppresso a seguito della riforma amministrativa detta Programma Callicrate in vigore dal gennaio 2011 ed è ora compreso nel comune di Notia Kynouria.